# ذكر النحل

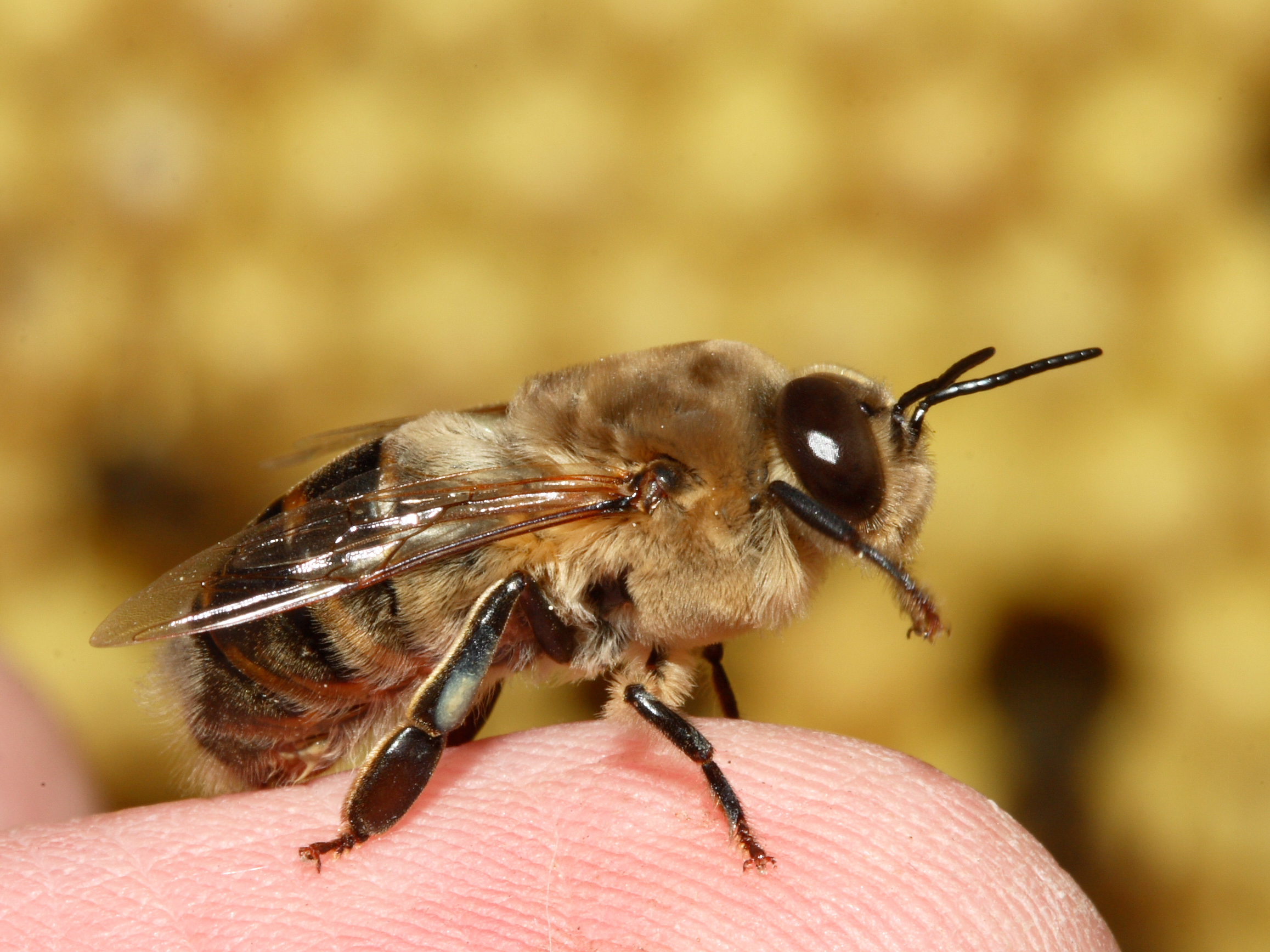
ذكر النحل، يتميز ذكر النحل بعيون أكبر، وبضخامته وعدم إمتلاكه لآلة لسع

تنشأ الذكور (اليعاسيب، م. يعسوب) من البيض غير المخصب، وتركيبه الوراثي (16 كروموسوم) وتسمّى هذة الظاهرة بظاهرة التوالد البكري، وذكر النحل أضخم أفراد الطائفة، ولكنَّه أقصر من الملكات، ومؤخَّرة بطنه مكسوَّة بشُعيرات كثيفة، وهو لا يملك آلة لسع (حُمَة) أو غدداً لإفراز الشمع أو الغذاء الملكي، وخرطومه قصير لا يصلح لجمع الرحيق، وأرجله الخلفية غير متحوّرة لجمع حبوب اللقاح، والحويصلة والأمعاء مختزلتان، وتنحصر وظيفته في تلقيح الملكات الحديثة فقط حيث إن جهازه التناسلي متطور ويشغل جزءًا كبيراً من البطن، و يبدأ الذكر بالطيران من خليته بعد أسبوع واحد من نشأته، ويكون صالحاً للإخصاب بعد إسبوعين أو ثلاتة أسابيع، ويزداد توالد الذكور في مواسم التطريد الطبيعي.
كما أن هنالك سلالات ميّالة للتطريد كما في النحل السوري والنحل المصري، وبالتالي فهي تنتج ذكوراً أكثر من السلالات الأخرى، والذكور لا تهتم بالملكات طيلة وجودها داخل الخلية، ولا تستطيع التلقيح إلا أثناء الطيران، حيث يعتقد أن آلة السفاد الخاصة بالذكور لا يمكن أن تنطلق إلا أثناء الطيران، حيث تمتلئ الأكياس الهوائية وتضغط على آلة السفاد، فتساعد انفصال آلة السفاد وبقاء هذه الأخيرة في مهبل الملكة، ويصل تعداد الذكور في خلية النحل في فصل الربيع إلى عدة مئات، وتعيش 2 - 3 أشهر ويتخلص منها النحل بعد عملية إخصاب الملكة العذراء، أو انعدام الحاجة إليها أو نقص الغذاء في الخلية.

## التطور
| النوع | بيض    | يرقة   | يغطي بالغطاء الشمعي | خادرة (طور إنتقالي) | فترة النمو | بداية الخصوبة     | الحجم     | الوزن بعد الخروج من العين السداسية |
| ----- | ------ | ------ | ------------------- | ------------------- | ---------- | ----------------- | --------- | ---------------------------------- |
| ذكر   | 3 أيام | 6½ يوم | 10 أيام             | 14½ يوم             | 24 يوم     | تقرياً في اليوم 38 | 15-17 ملم | ما يقرب عن 200 ملغ                 |

وهذه الذكور تموت أو تطردها الشغالات من الخلية في أواخر الخريف ولا تعود للظهور حتى أواخر الربيع.

## السائل المنوي
السائل المنوي لذكور النحل يتحمل التخزين بنجاح في درجة حرارة الغرفة لغاية 68 يوماً (Taber and Blum 1960) حيث يتم سحب وتخزين المني بواسطة أنابيب شعرية زجاجية ثم تختم نهايتها بواسطة اللهب وتحفظ في درجة الغرفة لحين الحاجة إليها في التلقيح الصناعي لملكة النحل على ألا تتعدى المدة علماً بأنه لم تنجح محاولات حفظ السائل المنوي لذكور نحل العسل بالتجميد حتى الآن.

## ذكور النحل والفاروا المدمر

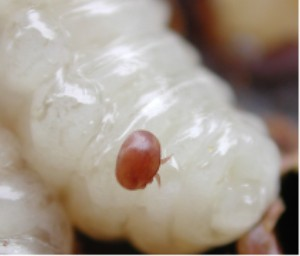
عث الفاروا على يرقة ذكر

الفاروا المدمر هو سوس طفيلي يتطفل على حضنة النحل، وهو يفضل حضنة الذكور لاحتوائها على نسبة عالية من هرمون الانسلاخ (هرمون جيوفينيل) الذي يضمن تكاثرها وانتشارها، ويمكن التقليل من انتشار الفاروا عن طريق تدمير حضنة الذكور في الأعين السداسية.